# 岐阜県消防学校
座標: 北緯35度22分10.2秒 東経136度51分27.9秒 / 北緯35.369500度 東経136.857750度

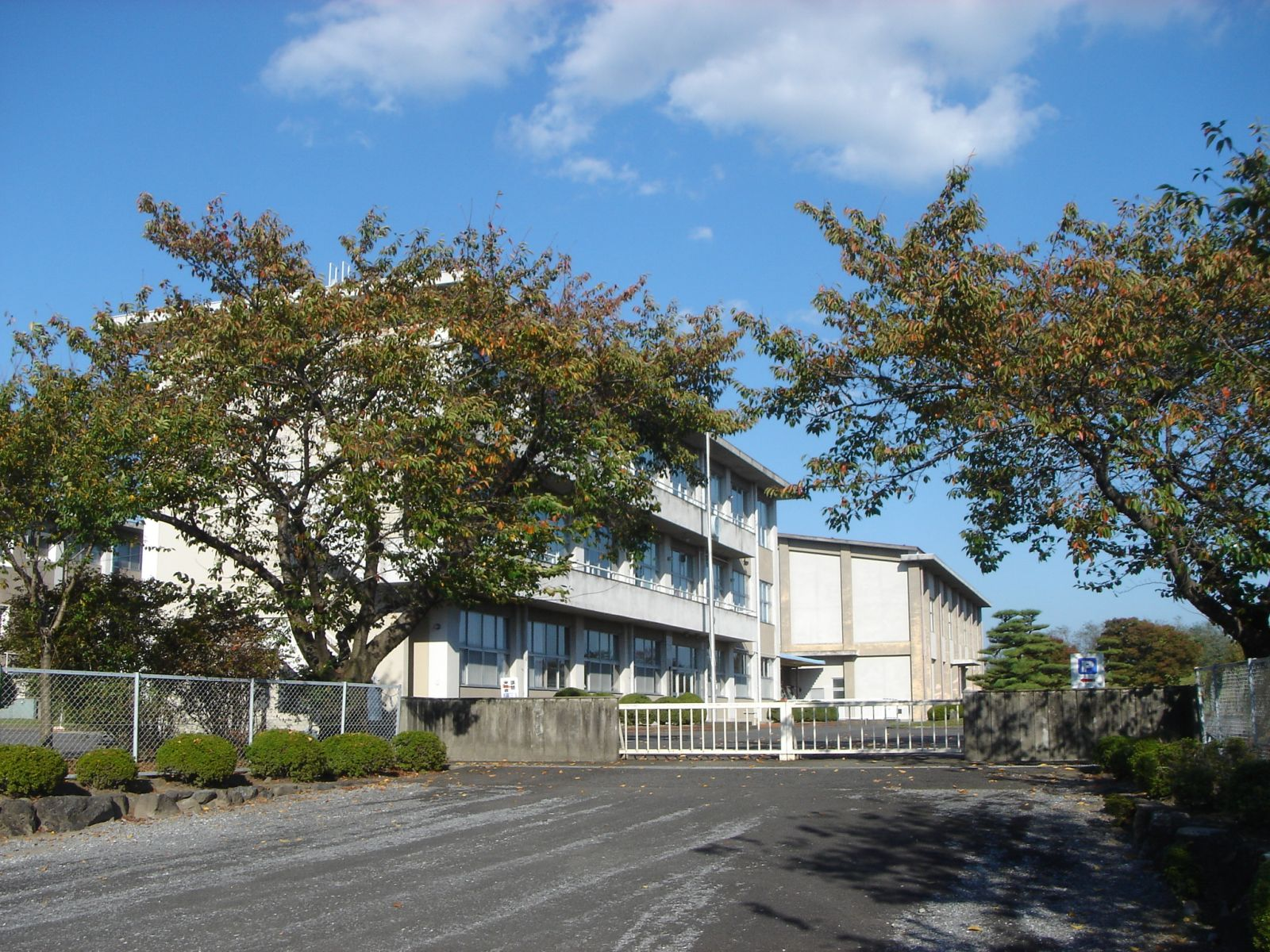
正門

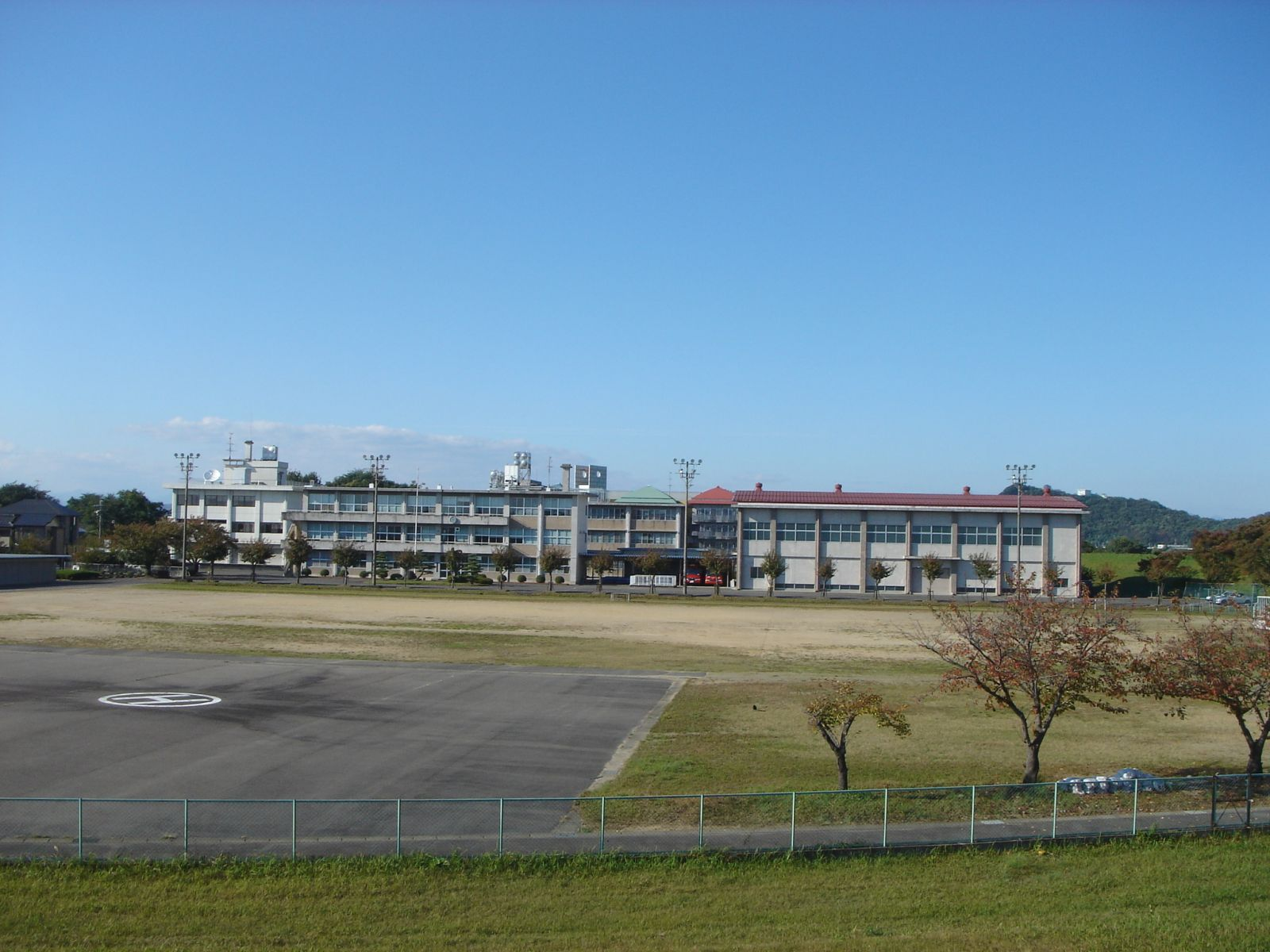
遠景

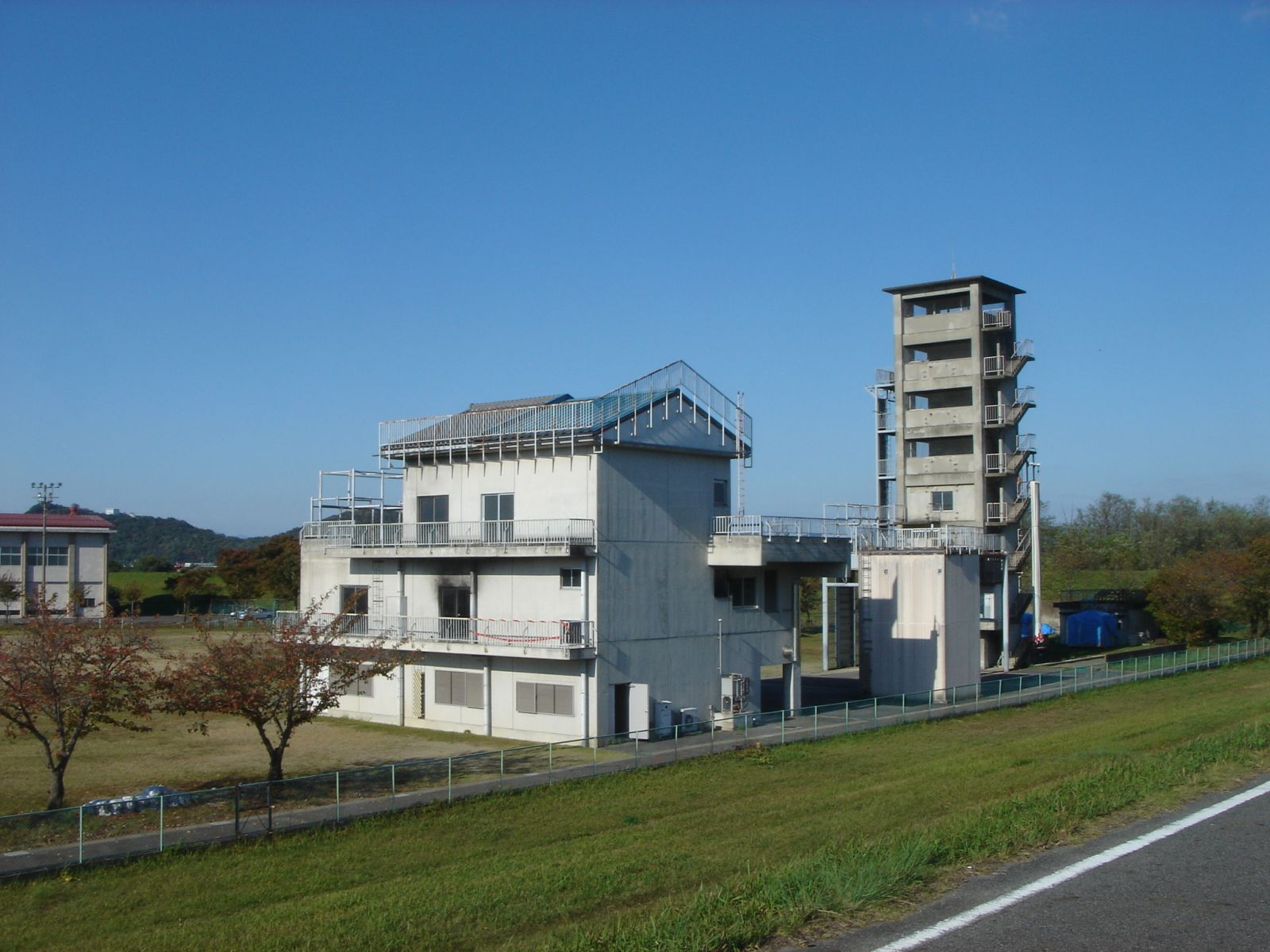
訓練塔など

岐阜県消防学校（ぎふけんしょうぼうがっこう）は、岐阜県各務原市（旧羽島郡川島町）にある消防学校である。

## 概要
地方公務員の消防士採用試験に合格した県内の自治体消防の新人消防吏員、新人職員、県内の新人消防団員の育成を行なっている。また、専門実務の運用に関する教育・研究・調査も任務としている。

## 所在地
- 岐阜県各務原市川島小網町2151 
  - 旧羽島郡川島町の東端に位置し、木曽川の木曽川本流と南派川とを分流する堤防に接している。

## 沿革
- 1953年（昭和28年）：岐阜市梅河町に、岐阜県消防訓練学校を開設。
- 1966年（昭和41年）：岐阜県消防学校に改称。岐阜市司町に移転。
- 1967年（昭和42年）：岐阜市夕陽ヶ丘に移転。
- 1973年（昭和48年）：現在地に移転。
- 1982年（昭和57年）：岐阜県広域防災センターを敷地内に開設。

## 教養

### 消防職員
- 初任教育
- 専科教育
- 幹部教育
- 特別教育

### 消防団員
- 基礎教育
- 専科教育
- 幹部教育
- 特別教育

など

## 施設
- 事務棟
- 訓練塔
- 総合訓練棟
- 屋内訓練所

など
※ 訓練塔が旧羽島郡川島町の最東端の建物になる。

## 交通機関
- 各務原市ふれあいバス：川島線「消防学校前」バス停下車。